# Guru Har Krishan
Guru Har Krishan (em panjabi:  ਗੁਰੂ ਹਰਿਕ੍ਰਿਸ਼ਨ ਜੀ, ɡʊru həɾ kɾɪʃən) (23 de julho de 1656 — 30 de março de 1664) foi o oitavo dos dez Gurus siques humanos. Aos cinco anos de idade tornou-se o guru mais jovem do siquismo em 7 de outubro de 1661, sucedendo seu pai, Guru Har Rai, o sétimo guru sique.
Ele também é conhecido como Bal Guru (o Guru-criança). Ele morreu aos sete anos de idade durante uma epidemia de varíola em Délhi e seu tio-avô, Guru Tegh Bahadur, tornou-se seu sucessor como guru sique. O Guru Har Krishan foi quem deteve a função de guru por menos tempo: somente dois anos, cinco meses e 24 dias.

## Origem
Har Krishan nasceu em Kiratpur Sahib, Rupnagar, Punjab, na Índia, filho do Guru Har Rai e de Kishan Dei (Mata Sulakhni).
Antes de sua morte, em outubro de 1661, o Guru Har Rai designou seu filho mais jovem - Har Krishan - como o próximo Guru. Har Rai escolheu Har Krishan em vez de seu filho mais velho Ram Rai, porque este último estava em conluio com o Império Mughal. Har Krishan tinha apenas cinco anos de idade quando sucedeu seu pai como Guru.

## Guru
Diz-se que quando o Guru Har Rai foi perguntado sobre qual de seus dois filhos - Ram Rai e Har Krishan - seria o próximo guru, ele respondeu que, embora ambos seguissem a mesma religião e recitassem o mesmo bani, havia suavidade no coração de Har Krishan, ao passo que Ram Rai tinha o coração áspero.
Para a iluminação de qualquer pessoa como guru, a suavidade era de importância fundamental. Assim, o sucessor de Har Rai veio a ser o Guru Har Krishan que, aos cinco anos, tornou-se o guru mais jovem da história sique.

## Realizações
Em Panjokhra, próximo a Ambala, no estado indiano de Haryana, foi construído um magnífico gurudwara em memória do milagre atribuído ao Guru Har Krishan. A história sique conta que , ao duvidar das habilidades de uma criança pequena como Guru, um pandit (um homem erudito) local desafiou-o a traduzir e explicar os versos em sânscrito do Bhagvad Gita.
Àquela época, o sânscrito era lido e estudado somente por pessoas eminentes. O menino trouxe consigo um homem completamente analfabeto, com habilidades mentais limitadas, chamado Gangu Jheevar. O Guru apontou um bastão na cabeça de Gangu em gesto de bênção e aquele homem analfabeto prontamente começou a proferir com perfeição os sermões do texto sagrado.

## Morte
Chegando a Délhi, Guru Har Krishan e seu séquito eram os convidados do Rajá Jai Singh II. Todos os dias, muitos fiéis siques reuniam-se para ver o Guru.
Uma epidemia de varíola grassava nesse momento na cidade. O Guru Har Krishan ajudou no tratamento de muitas pessoas. O Guru, sendo doce e gentil, ajudou a cuidar dos doentes e veio a contrair a doença.
Em 30 de março de 1664, Guru Har Krishan decidiu nomear seu sucessor. Ele pediu cinco moedas e um coco. Ele os recebeu e, fraco demais para movê-los, acenou três vezes com sua mão no ar e disse: Baba Bakala (em panjabi:  ਬਾਬਾ ਬਕਾਲੇ), significando que seu sucessor seria encontrado na cidade de Baba Bakala. O Guru Har Krishan faleceu vitimado pela varíola aos sete anos, depois de ter recusado tratamento.
O Bangla Sahib, um dos mais importantes e históricos gurdwaras na Índia, situado em Délhi, foi construído no local onde o Guru Har Krishan ajudou os doentes e veio a falecer.

## Galeria

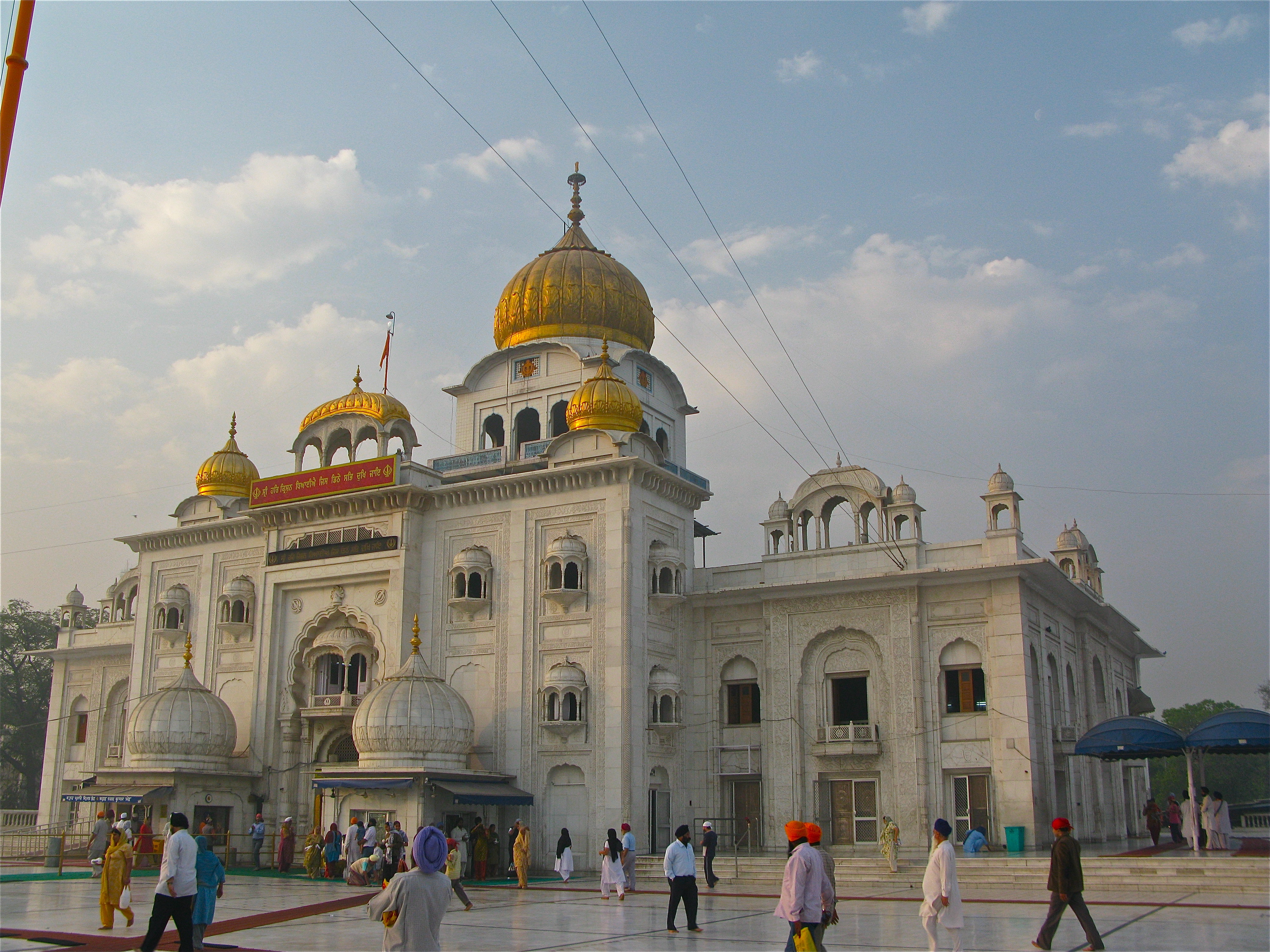
Gurudwara Bangla Sahib, onde Har Krishan faleceu.
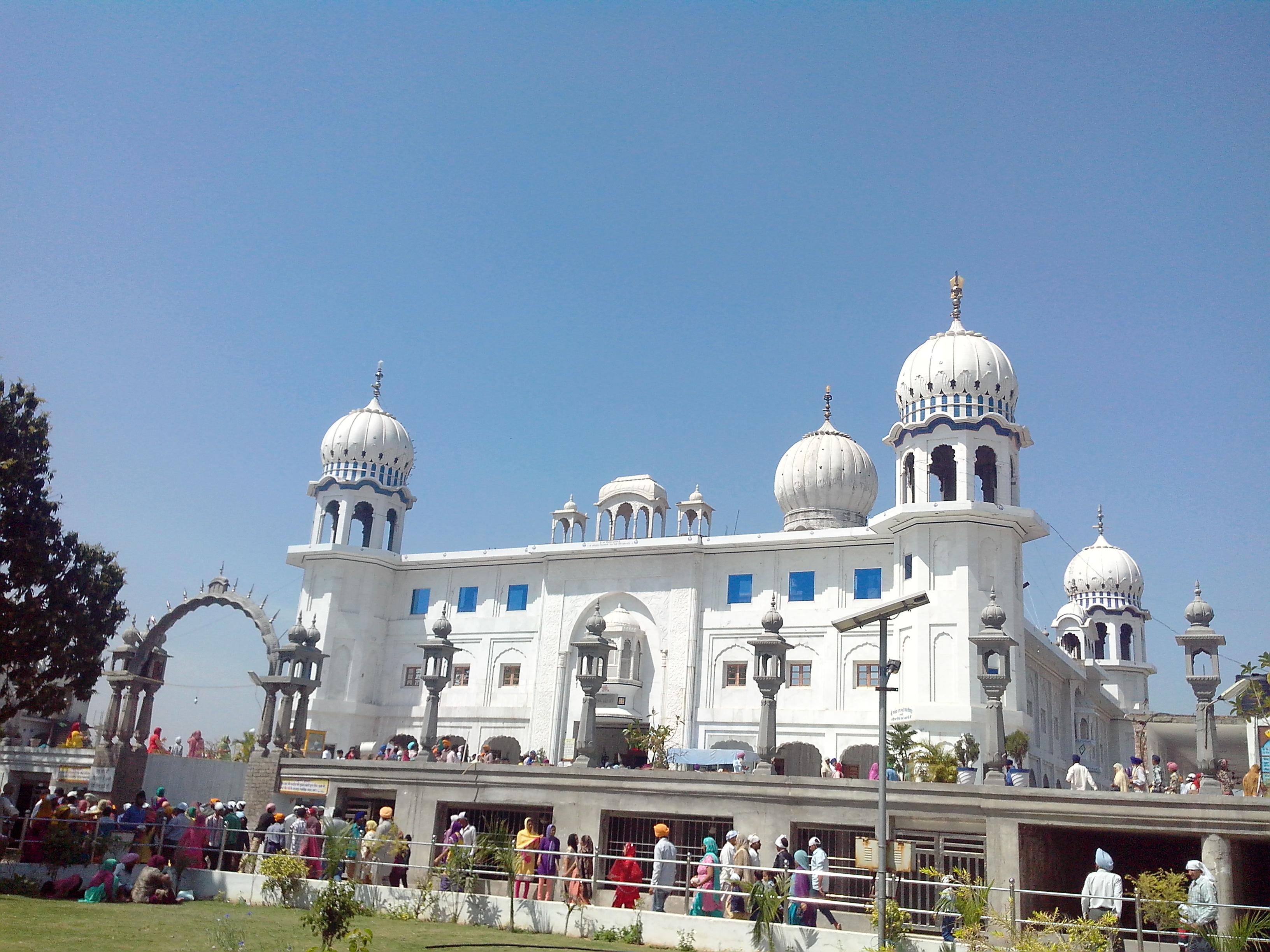
Gurudwara Panjokhra Sahib, Ambala, Haryana. Pertencente ao oitavo guru, Har Krishan.
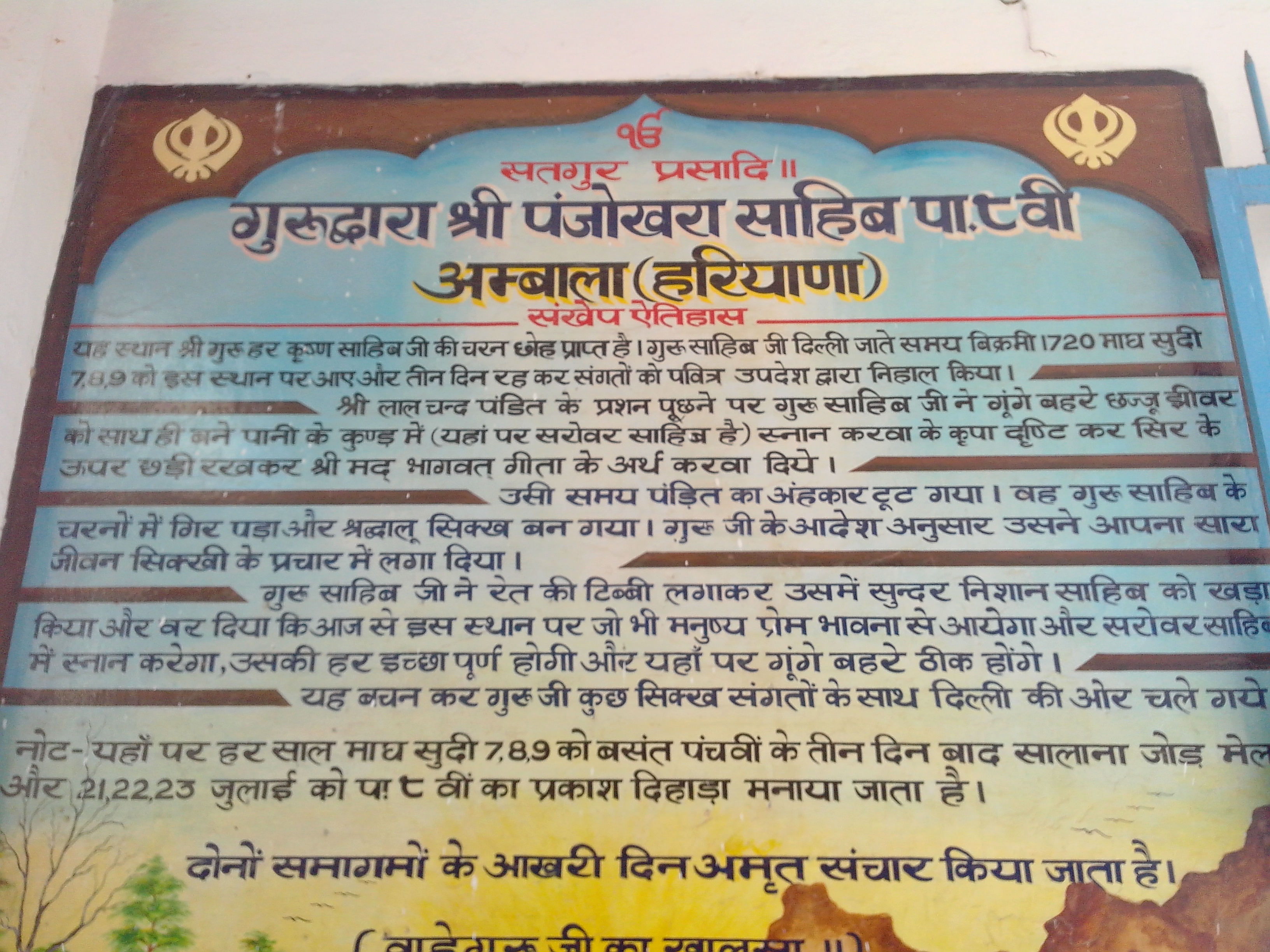
História do Gurudwara Panjokhra Sahib, Haryana.